# Neues Rathaus (Prachatice)

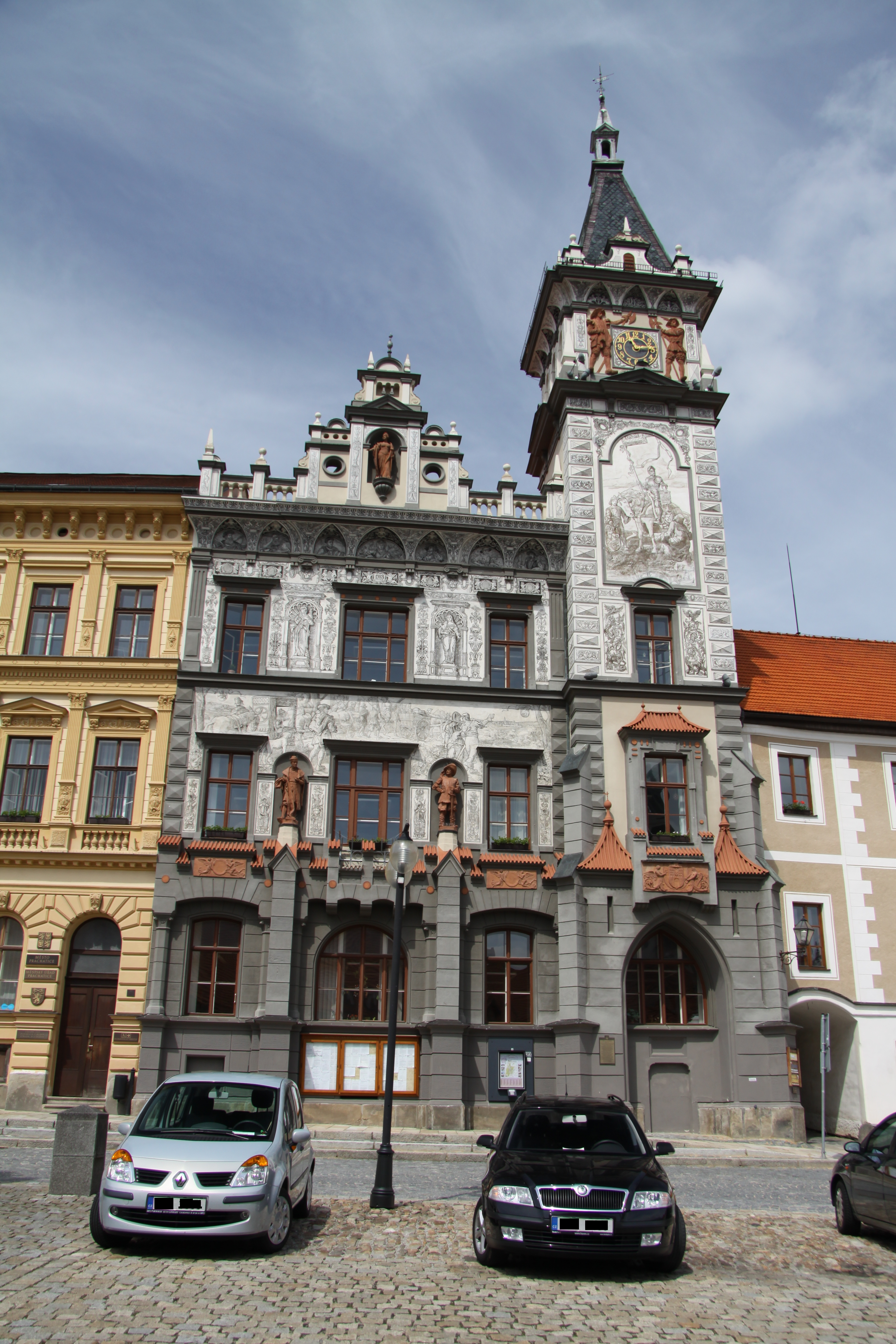
Rathaus in Prachatice

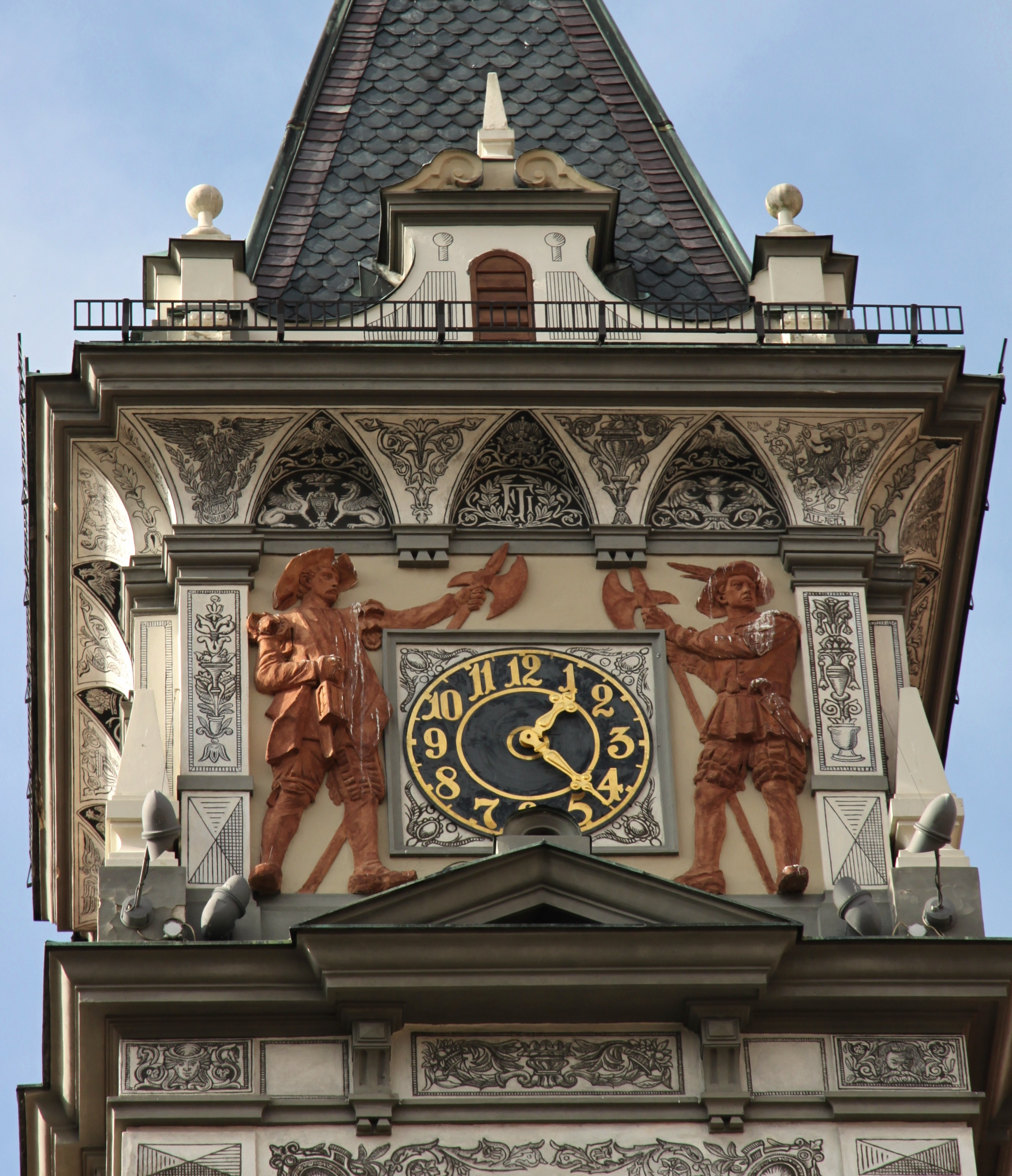
Turmuhr

Das Neue Rathaus in Prachatice (deutsch Prachatitz), einer Stadt in der Region Jihočeský kraj (Südböhmen) in Tschechien, wurde 1902/03 errichtet. Das Rathaus am Marktplatz ist ein geschütztes Kulturdenkmal.

## Geschichte
Auf Grund des wachsenden Raumbedarfs beschloss die Stadtverwaltung in der Sitzung vom 12. Juni 1901, das an das Alte Rathaus und Stadttheater anschließende Meerwald-Haus der Stadtsparkasse abzukaufen, um dort einen Neubau zu errichten. In der Sitzung vom 5. April 1902 wurde der Kaufpreis von 14.000 Kronen bewilligt. Zur Ausschreibung gab es einen einzigen Bewerber, den hiesigen Baumeister Rudolf Zobel, dessen Fassadenentwurf den Stadtvertretern allerdings zu wenig prunkvoll erschien, die das neue Gebäude mit Sgraffiti verziert haben wollten. Zobel suchte daraufhin Unterstützung beim Wiener Baumeister Anton Schurda, dessen Vorschlag am 21. August 1902 vom Stadtrat angenommen wurde. Künstlerische Ausführende waren der akademische Maler Johann Viertelberger und der akademische Bildhauer Georg Leiseck aus Wien.
Anlässlich des 100-Jahre-Bestandsjubiläums wurde in den Jahren 2003/04 eine Fassadenrenovierung durchgeführt.

## Beschreibung
Das Neue Rathaus wurde im Neorenaissancestil mit neugotischen Stilelementen im Erdgeschoss erbaut. Der 30 Meter hohe Turm ist mit einer Turmuhr und dem Sgraffito „Überreichung der Freiheitsurkunde an die Stadt Prachatice im Jahr 1382“ ausgestattet. In der Nische des reich gegliederten Giebel befindet sich die Figur der Prachatitia. Zwischen den Fenstern des ersten Stockes stehen die zwei überlebensgroßen Plastiken Handel und Bürgerwehr. Darüber ist ein Sgraffito zu sehen, das die gesamte Breite der Fassade einnimmt und den Säumerzug am Goldenen Steig zwischen Passau und Prachatice darstellt.
In den Hohlkehlen des Hauptgesimses sind sieben bedeutenden Männer aus Prachatice dargestellt:
- Christian von Prachatitz, Arzt und Astronom, Rektor der Universität in Prag
- Wenzel Menschik, Rektor in Prag
- Michael von Prachatitz, Notar der Prager Universität
- Wilhelm von Rosenberg (1535–1592),
- Johann Nepomuk Neumann (1811–1860), Bischof von Philadelphia
- Hans Puchsbaum, Baumeister des Stephansdoms in Wien
- Josef Messner, Schriftsteller